# Allorhynchium
Allorhynchium (лат.) — род одиночных ос из семейства Vespidae.

## Распространение
Юго-Восточная Азия, Палеарктика. Известно около 20 видов и 4 подвида распространённых в основном в Юго-Восточной Азии (1 вид в Австралии и 1 вид в Японии).

## Описание
Небольшие темно-окрашенные осы, длина около 1 см. Род был впервые описан в 1963 году голландским энтомологом Якобом ван дер Вехтом (1906—1992).
Передняя поверхность переднеспинки без ямок или борозд. Тегула неравномерно закруглена сзади, выемчатая, примыкает к паратегуле и часто короче последней; аксиллярная ямка при дорсальном виде узкая, щелевидная. Метанотум плоский, без бугорков. Проподеум без глубоких ямок, субмаргинальный киль и вальвула не выступают; верх проподеума приподнят полочкой на один уровень с метанотумом (у некоторых видов эта особенность отсутствует). Мезофемур не выемчатый базально. Передние крылья с престигмой > 1/2 длины птеростигмы (по заднему краю); третья субмаргинальная ячейка отделена от вершины маргинальной ячейки на ~ 1/2 ее длины. Сегмент I метасомы сидячий, примерно такой же ширины, как сегмент II; тергум I с тенденцией к образованию поперечного ободка на стыке передне- и дорсально обращенных поверхностей, но без поперечного киля.
- Allorhynchium anomalum (Fabricius, 1804),
- Allorhynchium argentatum (Fabricius, 1804) typus
- Allorhynchium brevilineatum (Cameron, 1911)
- Allorhynchium carbonarium (de Saussure, 1857)
- Allorhynchium cariniventre Giordani Soika, 1986
- Allorhynchium chinense (de Saussure, 1862)
- Allorhynchium concolor Vecht, 1963
- Allorhynchium iridipenne (Smith, 1861)
- Allorhynchium diffinis (Giordani Soika, 1986)[8]
- Allorhynchium laminatum  (Gribodo, 1892)
- Allorhynchium latum Nguyen, Tran & MT Nguyen, 2023[7]
- Allorhynchium lugubrinum (Cameron, 1900)
- Allorhynchium malayanum  Gusenleitner
- Allorhynchium menglianensis (Dong & Wang, 2017)[2]
  - =Halysituberosus menglianensis Dong & Wang, 2017
- Allorhynchium metallicum  (de Saussure, 1853)
- Allorhynchium moerum Nguyen & AD Nguyen, 2023[7]
- Allorhynchium obscurum (Smith, 1858)
- Allorhynchium quadrimaculatum Gusenleitner, 1997
- Allorhynchium quadrituberculatum (Schulthess, 1913)
- Allorhynchium radiatum Li, Barthélémy & Carpenter, 2019[9]
- Allorhynchium setosum Nguyen & Engel, 2023[7]
- Allorhynchium snelleni (de Saussure, 1862)
- Allorhynchium tuberculatum  Girish Kumar & Carpenter, 2016[1]
- Allorhynchium violaceipenne Gusenleitner, 2003
- Allorhynchium vollenhofeni (de Saussure, 1862)